# سلستینو آلگارانیاس
سلستینو آلگارانیاس (اسپانیایی: Celestino Algarañaz‎؛ زادهٔ ۶ آوریل ۱۹۲۶) بازیکن فوتبال اهل بولیوی بود.
وی همچنین در تیم ملی فوتبال بولیوی بازی کرده‌است.